# خانه ملک محمدی
خانه ملک محمدی مربوط به دوره قاجار است و در شهرستان نور، بخش بلده، دهستان اوزرود، روستای میناک واقع شده و این اثر در تاریخ ۲۸ اسفند ۱۳۸۵ با شمارهٔ ثبت ۱۸۶۹۶ به‌عنوان یکی از آثار ملی ایران به ثبت رسیده است.